# Sébastien Birgy
Pour les articles homonymes, voir Birgy.
Sébastien Birgy, dit « Perquit » où le « baron Perquit », né et baptisé à Sélestat le 12 mars 1768 et mort le 28 mai 1856 à Passy, est un général de brigade de cavalerie et baron d'Empire français.
Fils d'agriculteurs devenu baron d'Empire, militaire « intrépide » ne connaissant « aucune espèce de dangers » selon Napoléon, il s'illustre dans toutes les campagnes des guerres de la Révolution et de l'Empire entre 1792 et 1815.

## Biographie

### Famille
Il est le fils de Jean Birgy, agriculteur à Sélestat, et de Madeleine Schterring. Il se marie à Marthe Pictet avec qui il a un fils, Philippe, né à Quingey (Doubs), le 28 mars 1800, sans postérité, puis le 23 décembre 1847 à Rose Mann, sans postérité.

### Carrière militaire
Sébastien Birgy entre comme volontaire dans la cavalerie  au régiment d'Esterhazy (3e régiment de hussards) en 1786. Promu maréchal des logis en 1792, il fait les campagnes de 1792 à 1793 à l'armée du Nord puis à l'armée de Rhin-et-Moselle. En mars 1796, il est nommé aide de camp du général de Beaupuy puis après la mort de ce dernier, il devient l'aide de camps du général Desaix, en octobre. Il est promu capitaine en 1798 et sert à partir de septembre 1799 au 8e régiment de hussards, aux armées d’Angleterre, d’Helvétie et des Côtes de l’Océan en 1803-1805. 
Au sein de la Grande Armée il combat au 8e hussards lors de la campagne d'Allemagne en 1805 où il se distingue à la bataille d'Austerlitz le 2 décembre. Il combat ensuite lors de la campagne de Prusse et de Pologne à la bataille d'Iena le 14 octobre 1806. Nommé chef d'escadrons après cette bataille, il participe à la bataille de Lübeck le 7 novembre, à la bataille d'Eylau le 8 février 1807 où il commande un détachement du 4e régiment de dragons, à la bataille d'Heilsberg le 10 juin et à la bataille de Friedland le 14 juin. En 1808, il sert en Espagne puis fait la campagne d'Allemagne et d'Autriche en 1809 comme major (lieutenant-colonel) du 9e régiment de chasseurs à cheval. Nommé colonel du 6e régiment de chevau-légers lanciers en mars 1813, il prend part, à la campagne de Saxe en 1813 puis à celle de France en 1814.
Au cours de ces campagnes, il est blessé plusieurs fois : à Sainte-Menehould le 29 septembre 1792, peu après la bataille de Valmy ; à Salzbourg, le 14 décembre 1800 ; lors la bataille de Friedland le 18 juin 1807 où il reçoit un coup de biscaïen à la lèvre ; pendant la campagne de Saxe, près d’Holbrunn, le 10 juillet 1813 où il est frappé d'un coup de feu à la jambe droite.
Fait chevalier de la Légion d'honneur le 25 prairial an XII (14 juin 1804), promu officier de la Légion d'honneur le 18 février 1808, il est nommé chevalier de l'Empire par décret du 9 septembre 1810. En récompense de sa conduite lors de la bataille de la Katzbach, au cours de laquelle, par une charge de cavalerie, il dégage la brigade du colonel Marbot, il est nommé Baron d'Empire par décret du 28 septembre 1813.
Après l'abdication de Napoléon en avril 1814, la Restauration le met en demi-solde. Après le retour de l'Empereur, il est rappelé à l'activité en avril 1815 lors des Cent-Jours. Dans une note envoyée au ministère de la guerre, le 5 avril 1815, Napoléon écrit : « Le colonel Perquit a été aide de camp du général Desaix et en dernier lieu colonel du 6e lanciers ; il y a peu de militaires aussi intrépides que lui ; il ne connaît aucune espèce de dangers, lui faire donner un régiment. ». Il est ainsi placé au corps d'observation du Var  comme colonel du 14e régiment de chasseurs à cheval. Après la bataille de Waterloo en juin 1815, il est mis en demi-solde et perçoit une pension de retraite de 2 400 francs.
Il est rappelé à l'activité comme colonel du 9e régiment de chasseurs à cheval en septembre 1830. Il est nommé maréchal de camp (général de brigade) le 2 avril 1831 et placé en même temps dans le cadre de réserve puis admis définitivement à la retraite le 11 juin 1832. 
Lorsque Louis-Napoléon Bonaparte arrive à la présidence de la République en 1848, il le fait commandeur de la Légion d’honneur le 4 avril 1850 et le relève de la retraite, puis par décret du 26 janvier 1853, le place dans le secteur de défense.
Il meurt à Passy en 1856 à l'âge de quatre-vingt-huit ans, malgré les nombreuses blessures reçues au cours de sa carrière militaire. Il est inhumé au cimetière de Passy.

## Titres
- Baron d'Empire par décret du 28 septembre 1813[5]
- Chevalier de l'Empire par décret du 9  septembre 1810[5]

Il est le bénéficiaire de trois dotations, la première le 19 mars 1808  (dotation de 2,000 francs sur les biens réservés en Westphalie), la deuxième le 3 décembre 1809 (dotation de 4,000 francs sur les biens réservés en Hanovre) et la troisième le 28 septembre 1813 (dotation de 1,000 francs).

## Décorations
- Commandeur de la Légion d'honneur le 4 avril 1850[5]
  - Officier de la Légion d'honneur le 18 février 1808[5]
  - Chevalier de la Légion d'honneur le 25 prairial an XII (14 juin 1804)[5]
- Chevalier de l'ordre royal et militaire de Saint-Louis le 6 décembre 1814[5]

## Armoiries
Armes : "D'or au dextrochère mouvant du flanc sénestre vers le bas de l'écu, tenant un sabre haut de sable, chargé d'une fasce de sinople à trois molettes d'argent : bordure de gueules du tiers de l'écu au signe des chevaliers posé au 2ème point en chef. Livrées : jaune, rouge, noir, blanc".